# Ubon Ratchathani (stad)
Ubon Ratchathani (thai: อุบลราชธานี) är en stad i regionen Isan Thailand, med omkring 106 620 invånare (år 2000). Staden är administrativt centrum i provinsen Ubon Ratchathani. Staden ligger cirka 615 kilometer nordöst om Bangkok, och är förbunden med denna via flyg och fyrfilig motorväg. 